# Rémy Rochas
Rémy Rochas (født 18. maj 1996 i La Motte-Servolex) er en fransk professionel landevejscykelrytter, som kører for Groupama-FDJ.